# Gravitonas
Gravitonas är en svensk musikgrupp som bildades av musikern och författaren Alexander Bard och Andreas Öhrn under 2009. Namnet är taget efter litauiskans ord för graviton, som Bard kallar "fysikens minsta partikel".
Gruppen startades i samband med att Bards tidigare musikprojekt BWO under 2009 bestämde sig för att ta en paus. Bard blev presenterad för sångaren Andreas Öhrn och de båda bestämde sig för att bilda en grupp. Namnet Gravitonas togs bland annat för att det inte gav så många Google-träffar – således skulle i princip alla sökträffar på namnet i framtiden handla om bandet.

## Diskografi

### EP
| Släppta datum     | Titel                      |
| ----------------- | -------------------------- |
| 18 september 2010 | Hypnosis EP                |
| 25 september 2010 | Religious - The Remixes EP |
| 3 november 2010   | Coliseum EP                |
| 25 maj 2011       | The Fanworks EP            |
| 14 mars 2012      | Black Ceremony EP          |
| 10 oktober 2012   | Hyperborea EP              |

### Singlar
| Datum för singelsläpp | Titel                                                 |
| --------------------- | ----------------------------------------------------- |
| 2010                  | Kites                                                 |
| 2010                  | Religious                                             |
| 2010                  | You Break Me Up                                       |
| 2011                  | Everybody Dance (featuring Roma Kenga)                |
| 2011                  | Lucky Star EP                                         |
| 2012                  | Call Your Name                                        |
| 2012                  | Incredible                                            |
| 2012                  | Sacrifice                                             |
| 2012                  | The Pain We Love To Hide                              |
| 2013                  | Brighter (in cooperation with Guena LG)               |
| 2013                  | Signed on my Tattoo (Army of Lovers feat. Gravitonas) |
| 2014                  | People Are Lonely (feat. Army of Lovers)              |
| 2015                  | My Chemical Breakdown (feat. Gashima)                 |
| 2016                  | For the First Time                                    |

### Musikvideor
- 2010 – Kites
- 2010 – Religious
- 2011 – You Break Me Up
- 2011 - Everybody Dance
- 2011 - Lucky Star
- 2012 - Call Your Name
- 2012 - The Pain We Love To Hide
- 2012 - Incredible